# Estatua votiva de la Santísima Trinidad

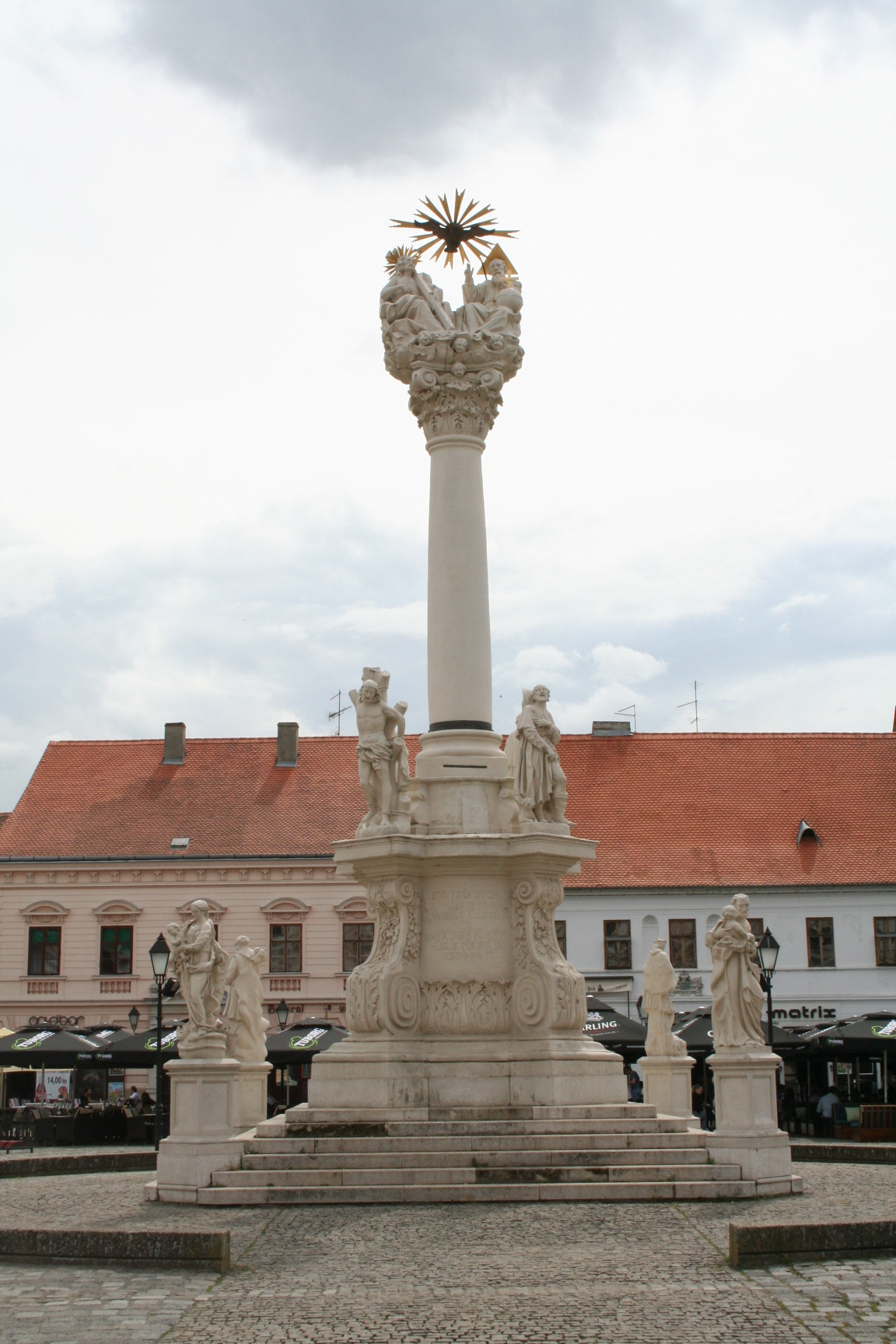
La estatua votiva de la Santísima Trinidad en Osijek, Croacia.

La Estatua votiva de la Santísima Trinidad (en croata: Zavjetni kip Presvetog Trojstva) Es una estatua de piedra en Osijek, Croacia. Se encuentra específicamente en Tvrđa, en la Plaza de la Santísima Trinidad. La estatua fue construida desde 1729 hasta 1730 en la memoria de un voto contra la peste, que era común en el siglo XVIII en Eslavonia. La construcción de la estatua fue financiada por la baronesa Ana Marija Petras, quien era viuda de un general, el vice mariscal Maksimilijan Petras. La estatua fue construida en estilo barroco. El arquitecto fue, probablemente, Joseph Gerupp de Maribor. La estatua consiste en un pedestal alto con volutas gigantescas, que tiene cinco estatuas de los patrones de la peste: San Sebastián, San Roque, San Carlos Borromeo, San Francisco Javier y Santa Rosalía. En el pedestal se eleva un pilar alto sobre el que esta un grupo escultórico de la Santísima Trinidad, que muestra el carácter de Dios, Cristo y el Espíritu Santo, en la figura de una paloma.